# براوليو بريزويلا
براوليو بريزويلا (بالإسبانية: Braulio Brizuela) هو لاعب كرة قدم ومدرب كرة قدم باراغواياني، ولد في 24 أغسطس 1988 في باراغواي. لعب مع سانتياغو واندررز ونادي أونيفرسيداد كاتوليكا.

## وصلات خارجية
- براوليو بريزويلا على موقع قاعدة بيانات كرة القدم.إي يو (الإنجليزية)
- براوليو بريزويلا على موقع Soccerway.com (الإنجليزية)